# Енспейк
Енспейк (нід. Enspijk) — село в нідерландській провінції Гелдерланд. Входить до муніципалітету Вест-Бетюве. Перша згадка про населений пункт датується 1148 роком.

## Галерея

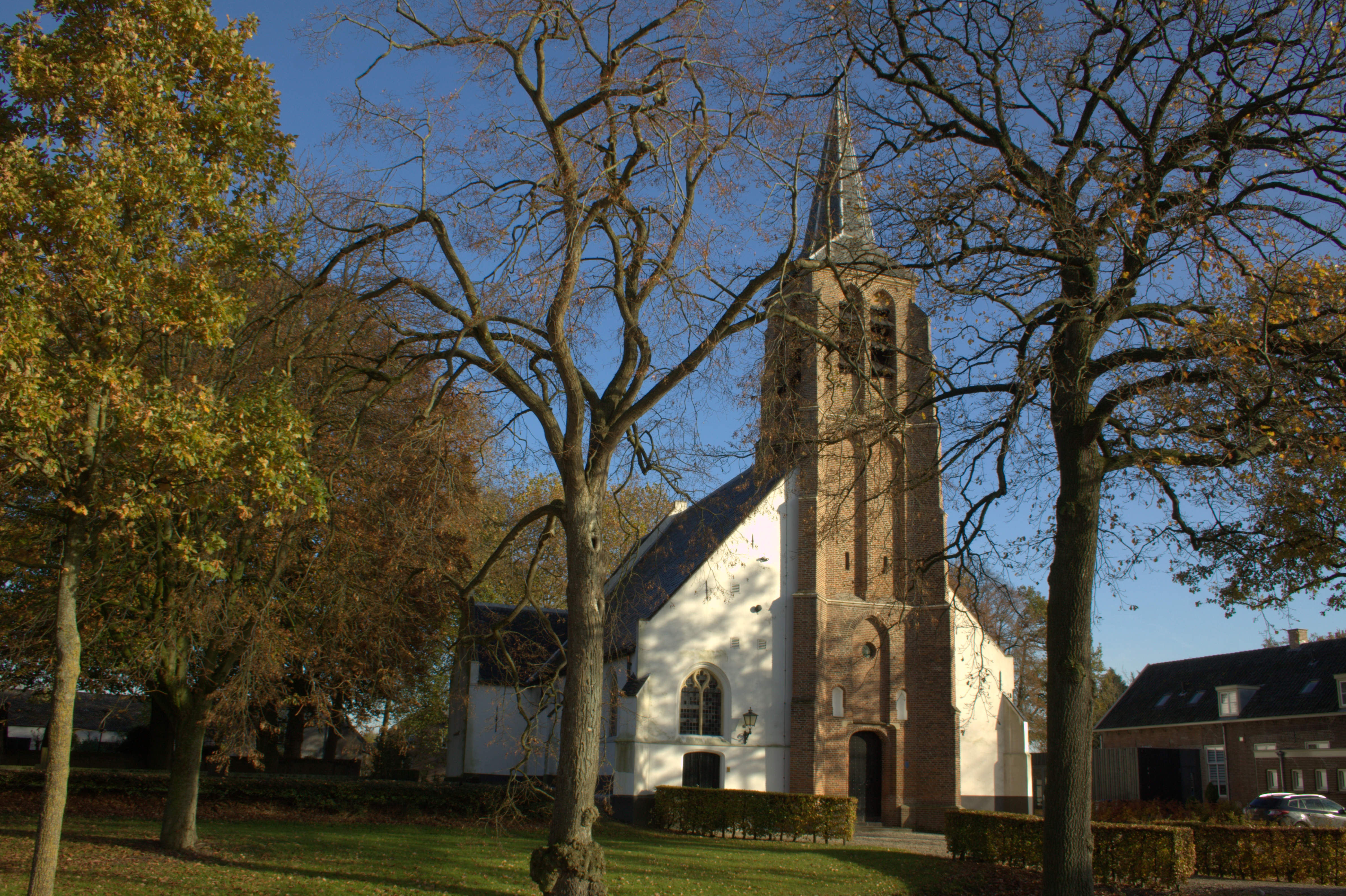
Реформістська церква
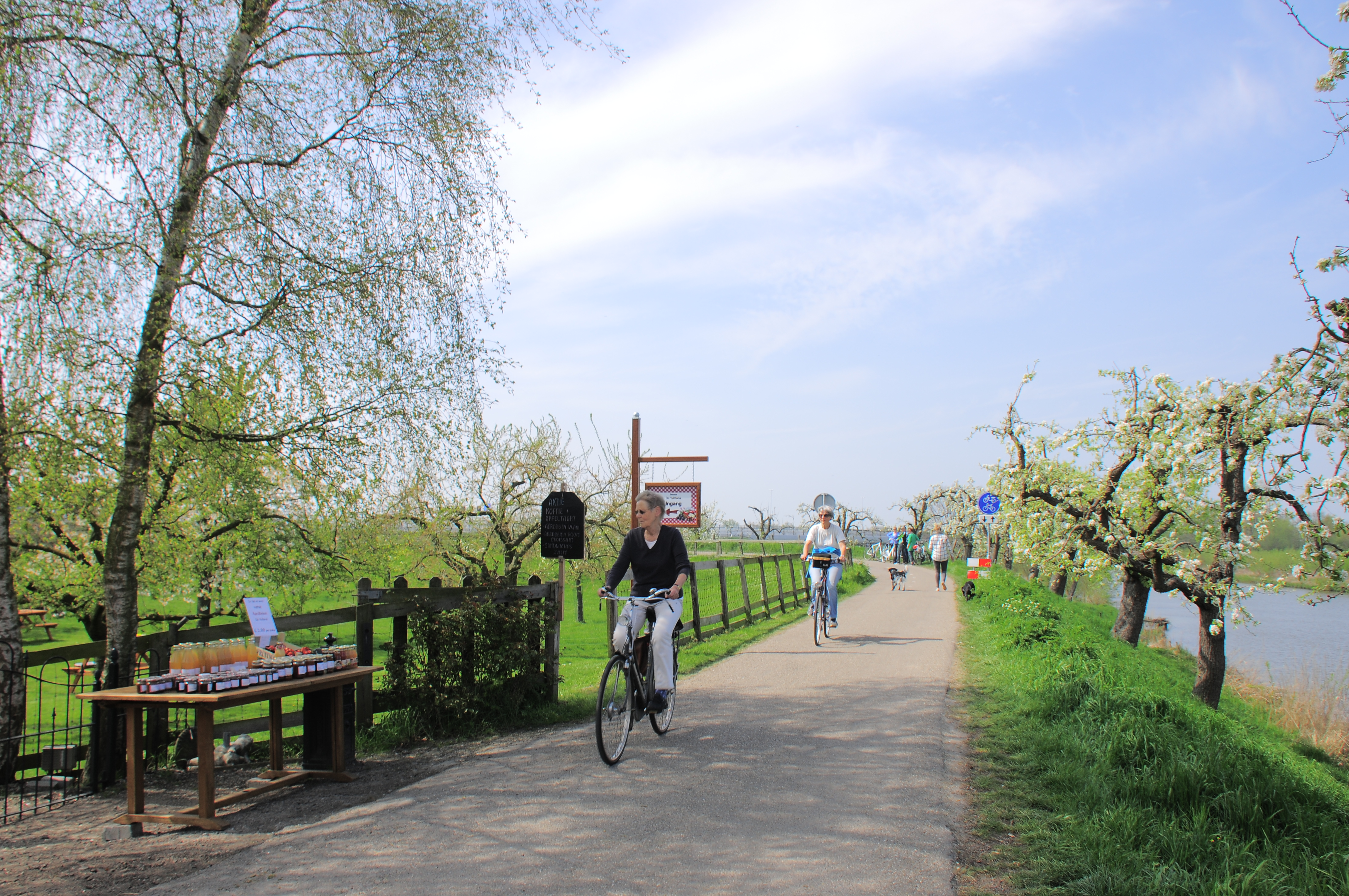
Квітучий сад
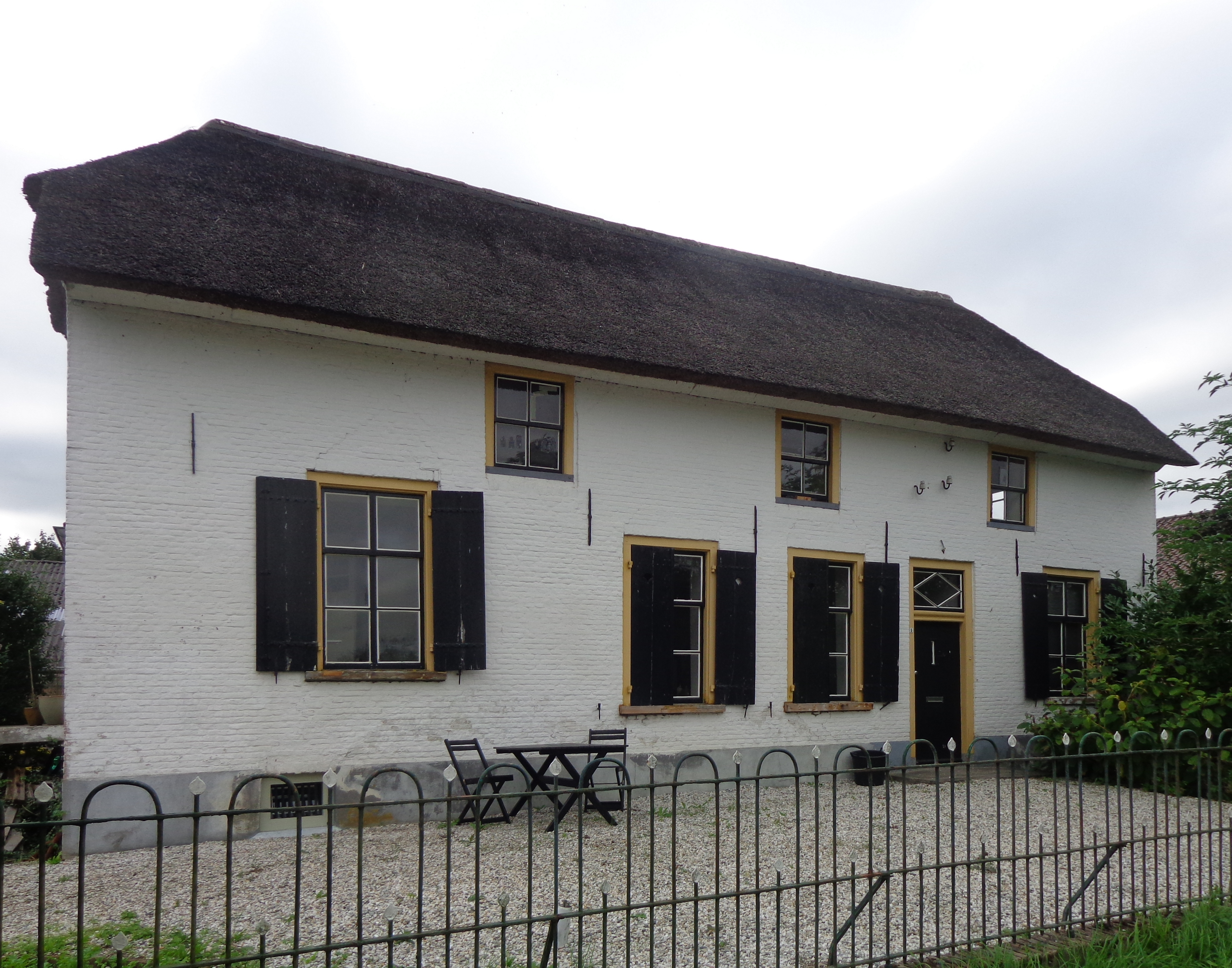
Сільський ринок
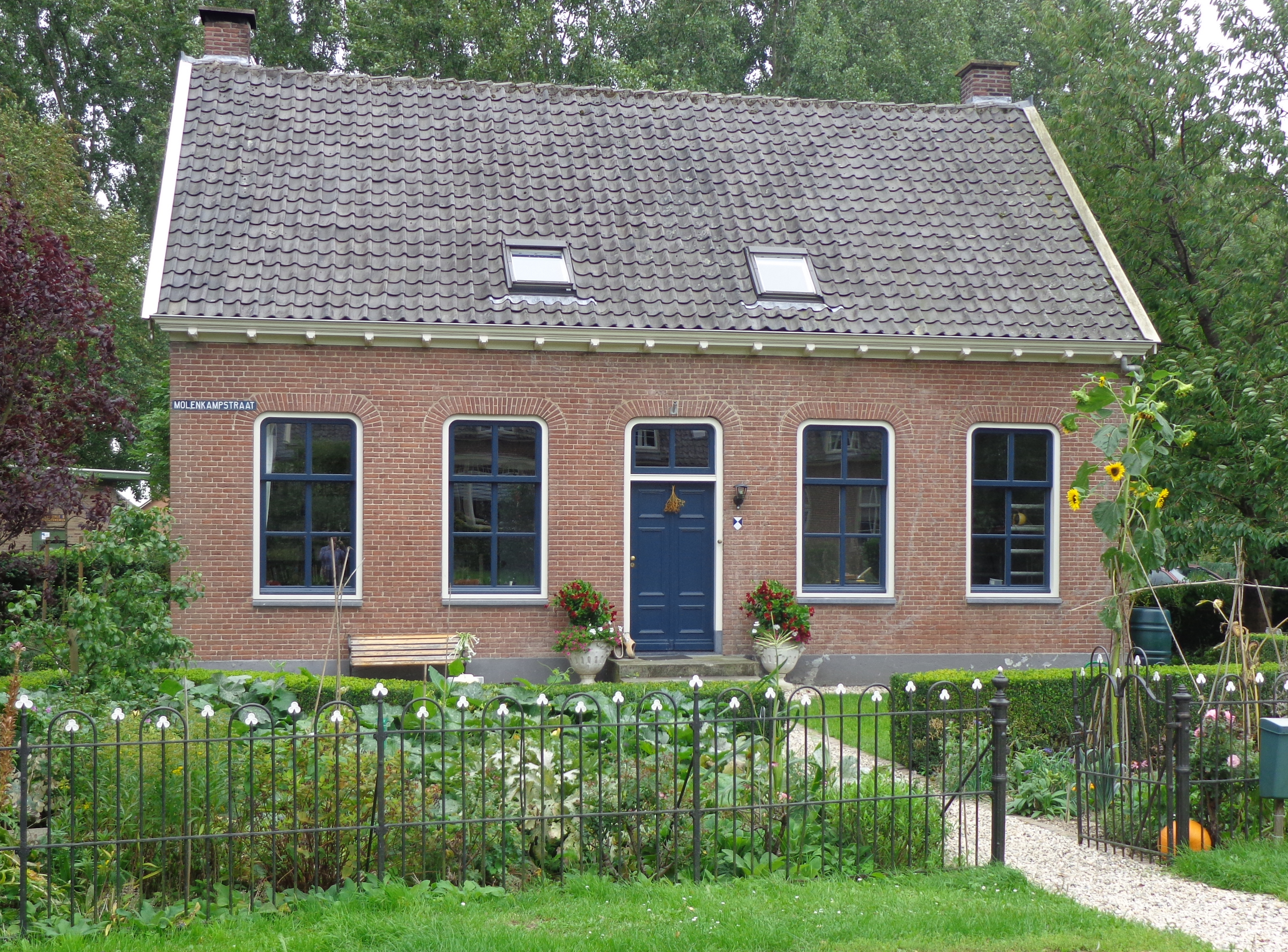
Сільський ринок